# كليف ملك اللومبارد
كليف أو كليفو كان ملك اللومبارد بين 572/573 و574/575.
خلف ألبوين والذي لم تربطهما صلة دم. كان شخصية عنيفة ومرعبة للرومان والبيزنطيين الذين جاهدوا للحفاظ على السيطرة على شبه الجزيرة. وسع الدولة اللومباردية على كامل شمال إيطاليا وضم توسكانا وجلب الهيمنة اللومباردية إلى أبواب رافينا. اغتيل بعد فترة حكم استمرت 18 شهرًا على يد حارس يافع وهو عبد كان قد أساء معاملته. أعقب وفاته انقطاع دام عشر سنوات عرف باسم «حكم الدوقات» لأن الدوقات المحليين هم من سيطروا على الوضع. استلم ابنه أوثاري الحكم في نهاية المطاف في 585.
| سبقه ألبوين | ملك اللومبارد 572–574 | تبعه أوثاري |